# Abe Segal
Alan Abraham Segal, plus connu sous le nom de Abe Segal, né le 23 octobre 1930 à Johannesburg et mort le 4 avril 2016 au Cap, est un ancien joueur de tennis sud-africain.
Adoptant un jeu de type service-volée, il s'est surtout distingué sur le gazon de Wimbledon. Ses plus belles victoires ont cependant été réalisées sur la terre battue de l'US Clay Court en battant Alex Olmedo en 1959 et Arthur Ashe en 1964. Il a fait partie des 20 meilleurs joueurs mondiaux en simple et des cinq meilleurs en double

## Biographie
Il est issu d'une famille de pauvres immigrants juifs d'origine polonaise.
En 2008, il publie ses mémoires sous le titre Hey Big Boy!: A Legacy of Laughs by an ex No. 1, préfacée par Sean Connery. Il y révèle notamment ses liens avec le monde du cinéma. Il était effectivement très proche des acteurs Kirk Douglas, Lauren Bacall, Richard Burton ou encore Peter Ustinov.
Il a enseigné le tennis à Sun City jusqu'à l'âge de 77 ans.
Marié puis divorcé de l'ancienne joueuse de tennis Bermudienne Heather Nicholls-Brewer (double demi-finaliste à Roland-Garros en 1955 et 1958), il avait deux filles : Susie et Nancy.

## Carrière
Au cours des années 1960, il a formé avec Gordon Forbes une des meilleures paires de double de l'époque. Il a déclaré qu'il était en mesure de remporter le tournoi de Wimbledon en double en 1963 s'il ne s'était pas blessé avant son match. Les deux joueurs ont remporté ensemble le tournoi d'Afrique du Sud à 4 reprises ainsi que le British Hard Court.
Il a participé à 19 rencontres de Coupe Davis avec l'Afrique du Sud entre 1955 et 1965. Il a atteint les demi-finales de la zone européenne en 1962 et 1963 et a battu Pierre Barthes à Roland-Garros en 1964 en cinq sets (3-6, 6-8, 8-6, 6-4, 6-4).
Il remporte son premier tournoi majeur à Cologne en 1956 contre Jack Arkinstall et le dernier lors des Championnats d'Afrique du Sud en 1964 contre Gordon Forbes. En 1957, il a atteint la finale du tournoi de consolation de Wimbledon et remporte la médaille d'or aux Maccabiades. Il est aussi demi-finaliste au Queen's en 1956 et 1958 et s'est imposé à 4 reprises à East London (1955, 1960, 1962 et 1963). Depuis 1965, il se contentait de jouer les tournois sud-africains mais il fait un bref retour en 1968 pour profiter de l'ère Open. Il participe à son dernier tournoi officiel en 1977.
Il a réalisé ses meilleures performances en Grand Chelem à Wimbledon en atteignant à 4 reprises les huitièmes de finale ainsi que les quarts de finale en 1964. Cette année-là, il est aussi quart de finaliste en double mixte avec Renee Haygarth.

## Palmarès (partiel)

### Finale en simple messieurs
| No | Date       | Nom et lieu du tournoi                    | Catégorie | Surface | Vainqueur     | Score                   |  |
| -- | ---------- | ----------------------------------------- | --------- | ------- | ------------- | ----------------------- |  |
| 1  | 30-03-1964 | South African Championships, Johannesburg |           | NC      | Gordon Forbes | 4-6, 6-3, 6-4, 7-9, 6-2 |  |

### Finales en double messieurs
| No | Date       | Nom et lieu du tournoi         | Catégorie | Surface      | Vainqueurs                 | Partenaire    | Score              |          |
| -- | ---------- | ------------------------------ | --------- | ------------ | -------------------------- | ------------- | ------------------ | -------- |
| 1  | 20-05-1958 | Internationaux de France Paris | G. Chelem | Terre (ext.) | Ashley Cooper Neale Fraser | Robert Howe   | 3-6, 8-6, 6-3, 7-5 | Parcours |
| 2  | 13-05-1963 | Internationaux de France Paris | G. Chelem | Terre (ext.) | Roy Emerson Manuel Santana | Gordon Forbes | 6-2, 6-4, 6-4      | Parcours |

## Parcours dans les tournois duGrand Chelem

### En simple
| Année | Open d'Australie | Open d'Australie | Internationaux de France | Internationaux de France | Wimbledon       | Wimbledon      | US Open       | US Open    |
| ----- | ---------------- | ---------------- | ------------------------ | ------------------------ | --------------- | -------------- | ------------- | ---------- |
| 1951  | —                | —                | —                        | —                        | 2e tour (1/32)  | S. Stockenberg | —             | —          |
| 1954  | 2e tour (1/8)    | K. Rosewall      | —                        | —                        | 1er tour (1/64) | K. Rosewall    | —             | —          |
| 1955  | —                | —                | 3e tour (1/16)           | P. Washer                | 1/8 de finale   | K. Nielsen     | —             | —          |
| 1956  | —                | —                | —                        | —                        | 1/8 de finale   | H. Richardson  | 1/8 de finale | R. Emerson |
| 1957  | —                | —                | 3e tour (1/16)           | G. Merlo                 | 2e tour (1/32)  | R. Haillet     | —             | —          |
| 1958  | —                | —                | 2e tour (1/32)           | J. Drobný                | 1/8 de finale   | A. Cooper      | —             | —          |
| 1959  | —                | —                | 2e tour (1/32)           | C. Fernandes             | 3e tour (1/16)  | L. Ayala       | —             | —          |
| 1960  | —                | —                | 2e tour (1/32)           | R. Haillet               | 1er tour (1/64) | R. Becker      | —             | —          |
| 1961  | —                | —                | 1er tour (1/64)          | J. Brichant              | 1/8 de finale   | M. Sangster    | —             | —          |
| 1962  | —                | —                | 3e tour (1/16)           | N. Pietrangeli           | 1er tour (1/64) | F. Stolle      | —             | —          |
| 1963  | —                | —                | 2e tour (1/32)           | P. Darmon                | 1er tour (1/64) | R. Taylor      | —             | —          |
| 1964  | —                | —                | —                        | —                        | 1/4 de finale   | C. McKinley    | —             | —          |
| 1965  | —                | —                | —                        | —                        | 2e tour (1/32)  | B. Carmichael  | —             | —          |
| 1966  | —                | —                | 2e tour (1/32)           | F. Jauffret              | 2e tour (1/32)  | J. Leschly     | —             | —          |
| 1967  | —                | —                | —                        | —                        | 3e tour (1/16)  | W. Bungert     | —             | —          |
| 1968  | —                | —                | 2e tour (1/32)           | Ž. Franulović            | 1er tour (1/64) | K. Rosewall    | —             | —          |
| 1969  | —                | —                | 1er tour (1/64)          | J.-L. Rouyer             | 2e tour (1/32)  | T. Roche       | —             | —          |
| 1970  | —                | —                | 1er tour (1/64)          | E. Di Matteo             | —               | —              | —             | —          |

N.B. : à droite du résultat se trouve le nom de l'ultime adversaire.

### En double
| Année | Open d'Australie | Open d'Australie | Internationaux de France | Internationaux de France | Wimbledon            | Wimbledon           | US Open | US Open |
| ----- | ---------------- | ---------------- | ------------------------ | ------------------------ | -------------------- | ------------------- | ------- | ------- |
| 1958  | —                | —                | Finale R. Howe           | A. Cooper N. Fraser      | —                    | —                   | —       | —       |
| 1963  | —                | —                | Finale G. Forbes         | R. Emerson M. Santana    | 1/2 finale G. Forbes | R. Osuna A. Palafox | —       | —       |

N.B. : le nom du ou de la partenaire se trouve sous le résultat ; le nom des ultimes adversaires se trouve à droite.